# RC5 (RTV)
RC5 – standard przesyłu danych pomiędzy pilotem – nadajnikiem podczerwieni a odbiornikiem (telewizorem, magnetowidem i innymi urządzeniami, głównie RTV) opracowany przez firmę Philips. Częste stosowanie w telewizorach sterowników firmy Philips sprawia, że piloty zdalnego sterowania są uniwersalne do starszych odbiorników telewizyjnych wielu firm, m.in. Samsung, Elemis, Trilux, Daewoo.
Następcą standardu RC5, obecnie stosowanym jest standard RC6.

## Opis
Pojedynczy rozkaz wysyłany w tym standardzie to ciąg 14 bitów zawierający:
- 2 bity start (zawsze logiczne "1")
- 1 bit przełącznikowy, zmieniający stan po kolejnym naciśnięciu przycisku, służący do wykrywania powtarzania się pojedynczego rozkazu, np. zmiany głośności
- 5 bitów adresu urządzenia, na podstawie których rozróżniane jest jedno z 32 możliwych urządzeń do którego kierowana jest wiadomość;
- 6 bitów kodu rozkazu, oznaczające wysłanie jednego z 64 rozkazów, w tym cyfry 0–9, włącz/wyłącz, vol+/vol−, play, stop.

W późniejszym czasie okazało się, że przesyłanie 64 rozkazów jest niewystarczające w niektórych zastosowaniach. Philips wprowadził małą zmianę polegającą na potraktowaniu drugiego bitu start jako siódmy bit kodu rozkazu. W ten sposób możliwe jest przesyłanie dodatkowych 64 rozkazów, czyli łącznie 128 rozkazów. Gdy bit ma stan "1", czyli jak w starszym standardzie RC-5, przesyłane są rozkazy o numerze 0-63, co zapewnia kompatybilność wsteczną. Gdy bit ma stan "0" przesyłane są dodatkowe rozkazy z zakresu 64-127.
Rozkazy są przesyłane wiązką podczerwieni modulowaną impulsowo o częstotliwości podnośnej 36 kHz za pomocą kodowania Manchester (przesłanie stanu "01" = logiczna "1", przesłanie stanu "10" = logiczne "0").